# Igor Omrčen
Igor Omrčen (Split, 26. rujna 1980.), hrvatski je odbojkaš. Pozicija mu je primač napadač. Visok je 208 cm. Dvaput je bio najbolji strijelac Europske odbojkaške lige: 2004. i 2006. godine. 
Igrao je za Marjan iz Splita, Mladost iz Kaštel Lukšića 1995. – 2000., Piemonte Volley iz Cunea 2000. – 2003. te Pallavollo Parmu 2003. – 2004. godine. Nakon toga vratio se u Piemonte Volley u kojem je igrao 2004. – 2007., a nakon toga otišao je u Volley Lube iz Macerate u kojoj igra od 2007. godine, nadomjestivši srbijanskog odbojkaša Ivana Miljkovića. Od 2007. također ljeti igra u Kataru. 
Osvojio je kup Italije u sezonama 2001./02., 2005./06., 2007./08. i 2008./09. godine. Katarski Emirov kup osvojio je 2007., 2009. i 2011. godine. Katarski Prinčev kup osvojio je 2007. i 2009. godine. Talijanski superkup osvojio je 2002. i 2008. godine. Osvojio je Kup CEV u sezoni 2001./02. te 2010./11., kad je to natjecanje nosilo ime Challenge Cup.
Igrao je za hrvatsku reprezentaciju na europskom prvenstvu 2005. i 2007. godine.